# 7910 Aleksola
A 7910 Aleksola (ideiglenes jelöléssel 1976 GD2) a Naprendszer kisbolygóövében található aszteroida. Nyikolaj Sztyepanovics Csernih fedezte fel 1976. április 1-jén.